# 유과
유과 (油菓, 영어: yugwa)는 한국의 전통 과자인 한과의 일종으로, 찹쌀가루를 적당한 모양으로 빚어 말린 후에 식물성 기름에 튀긴 다음 꿀이나 조청을 발라 튀밥, 깨 등을 입혀서 만든다. 유과는 제사에 과일 대신으로 밀가루와 꿀을 반죽하여 과일 모양으로 만들어졌으며, 기름에 지진 가과(假果: 가짜열매)라 불렸다. 시간이 지나면서 유과의 모양이 점차 다양해졌다. 유과는 고려시대 이후 불교의 영향으로 널리 보급되었으여, 중국 원나라에서 '고려병' (高麗餠)이라고 불렸다.

## 사진

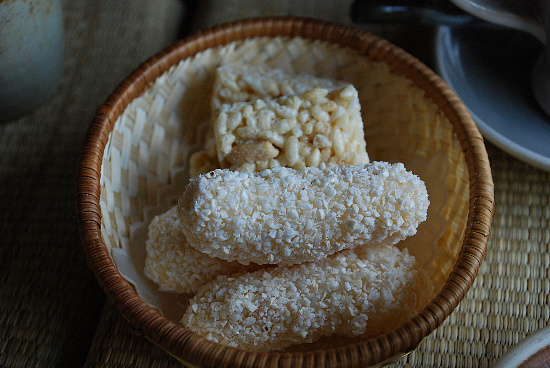
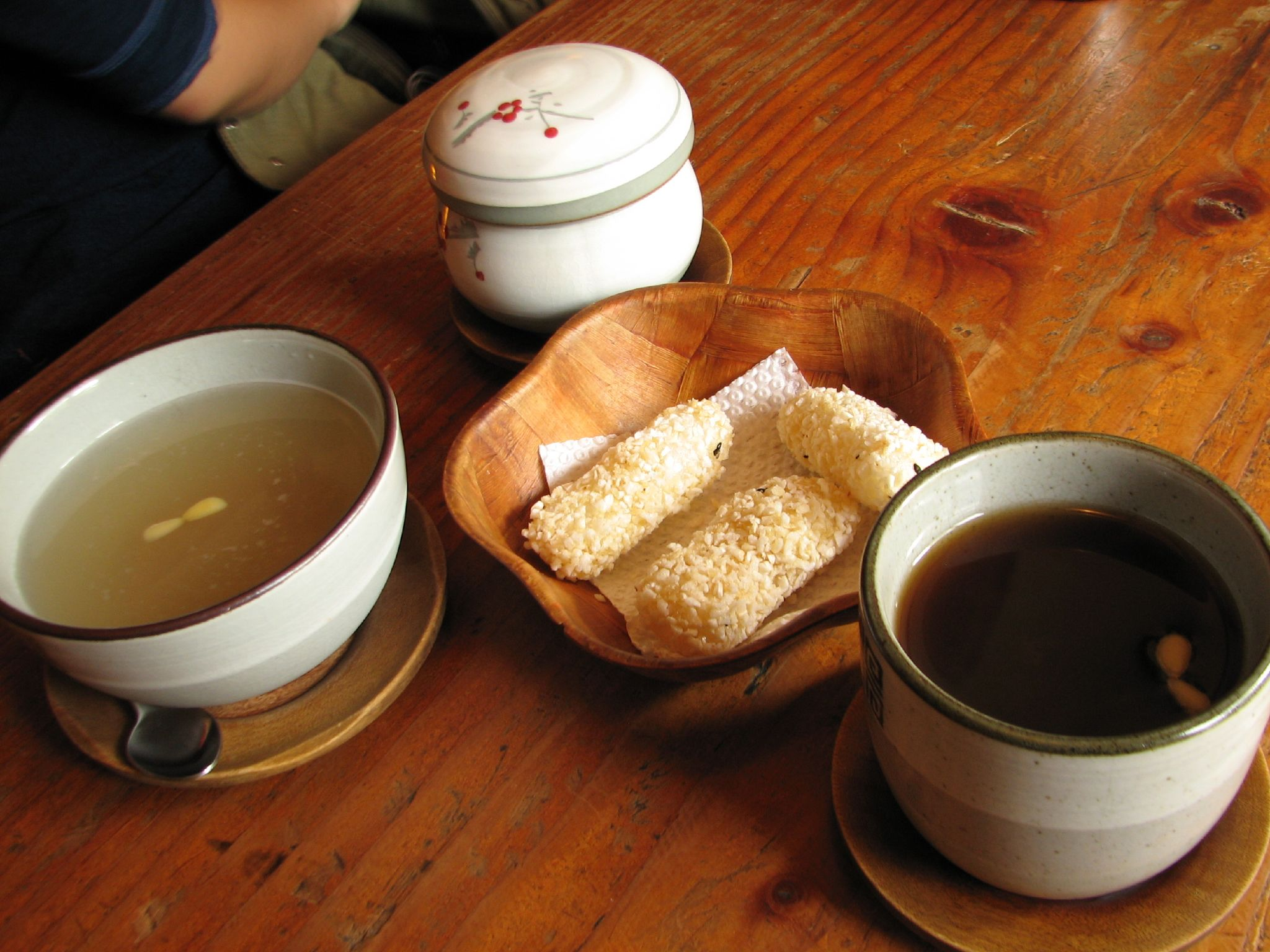
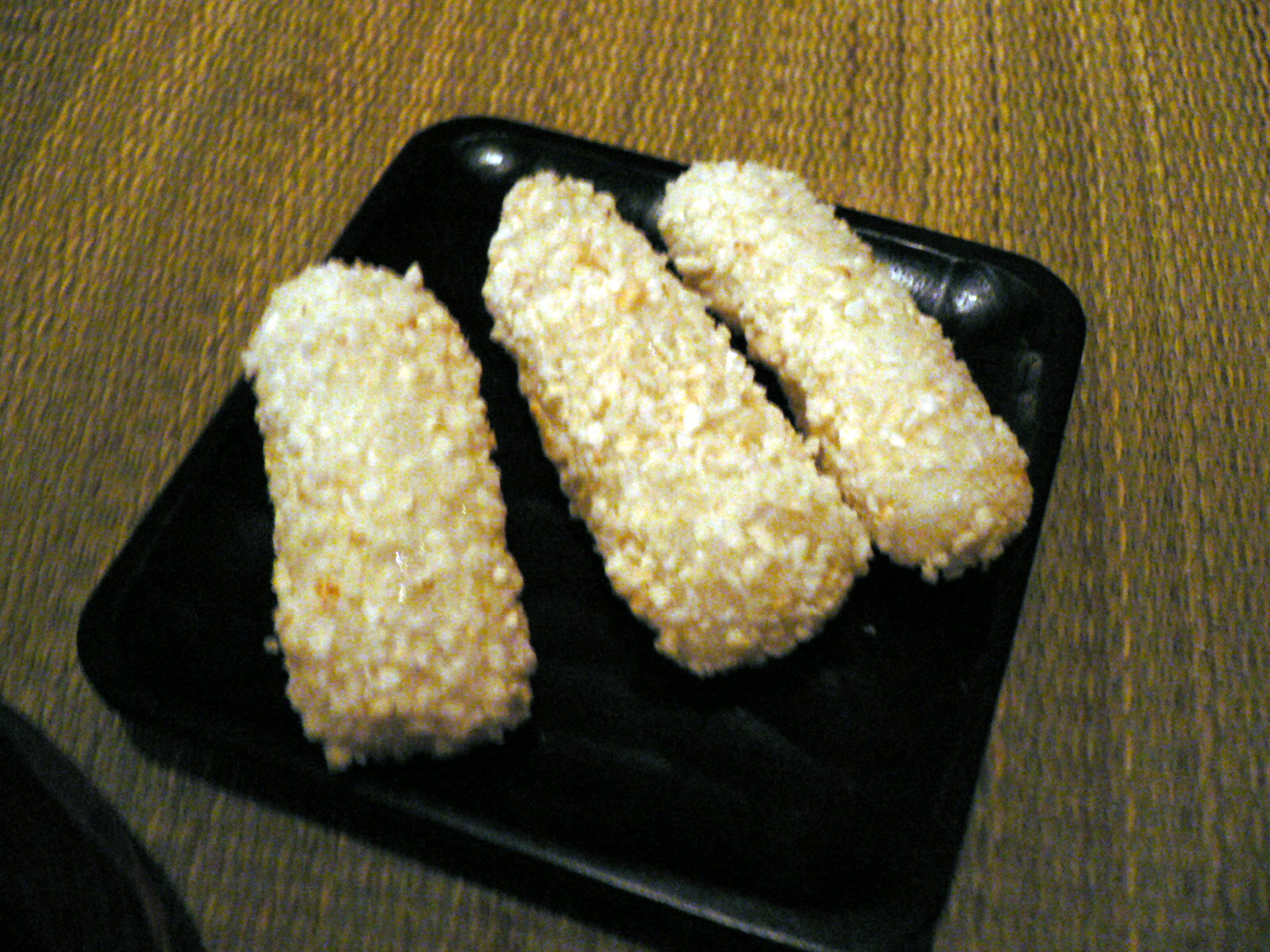
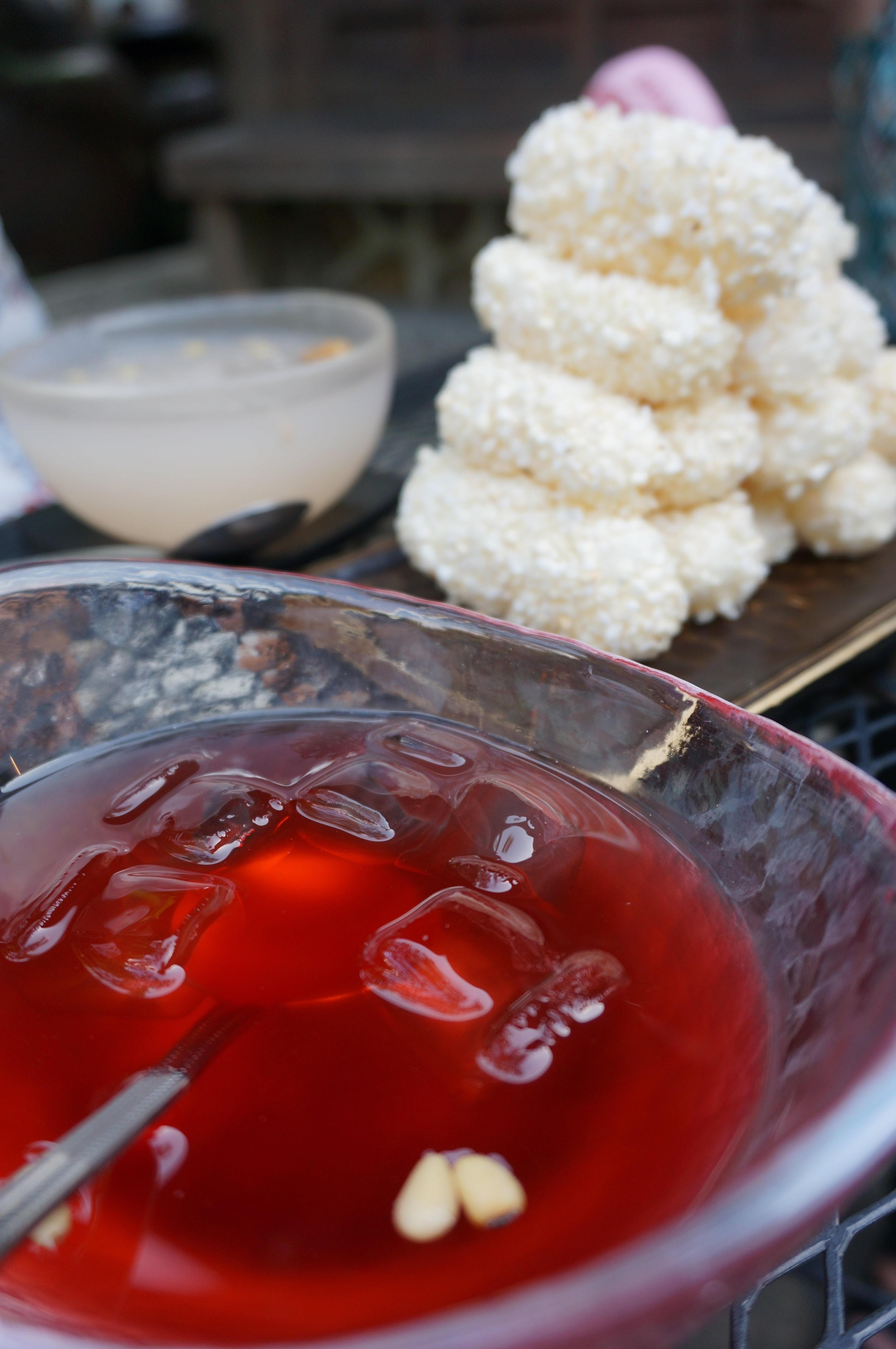
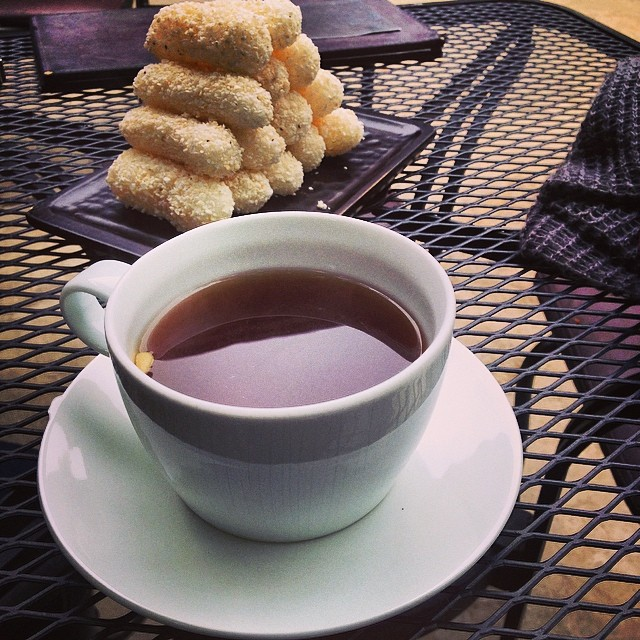
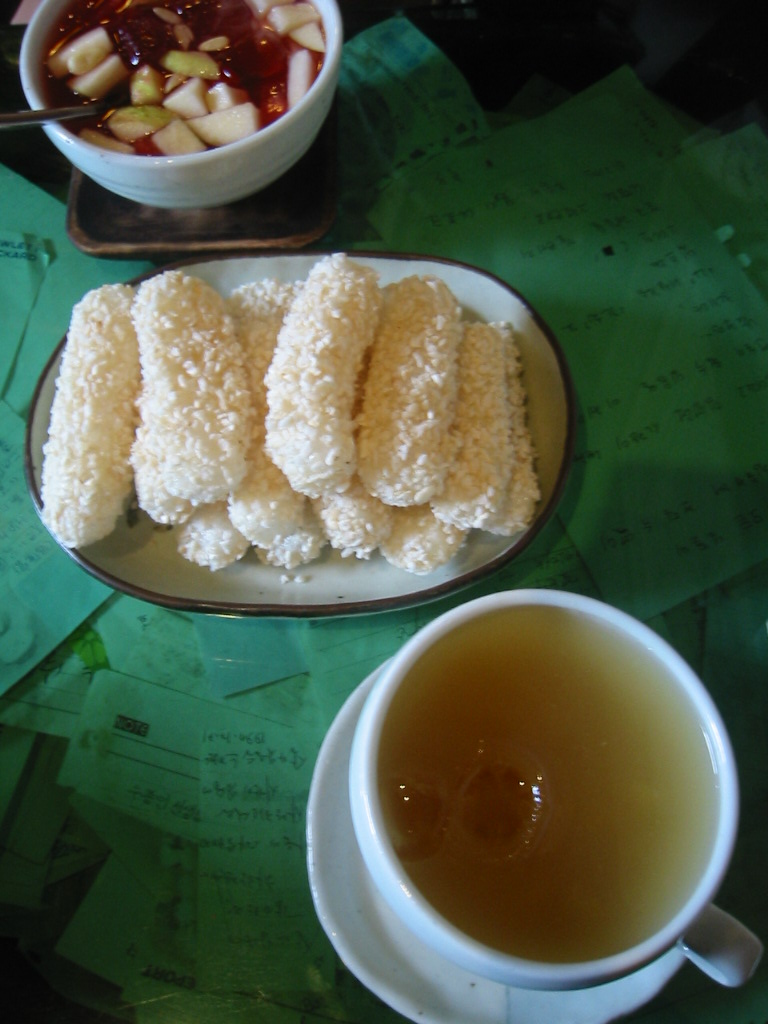
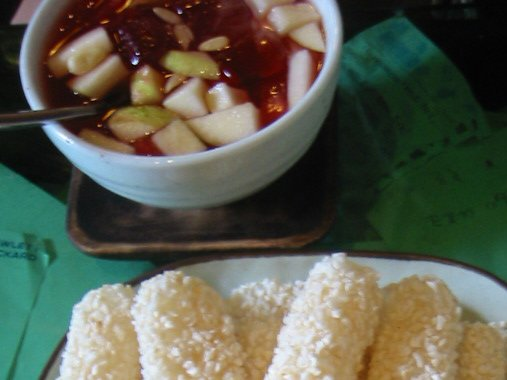
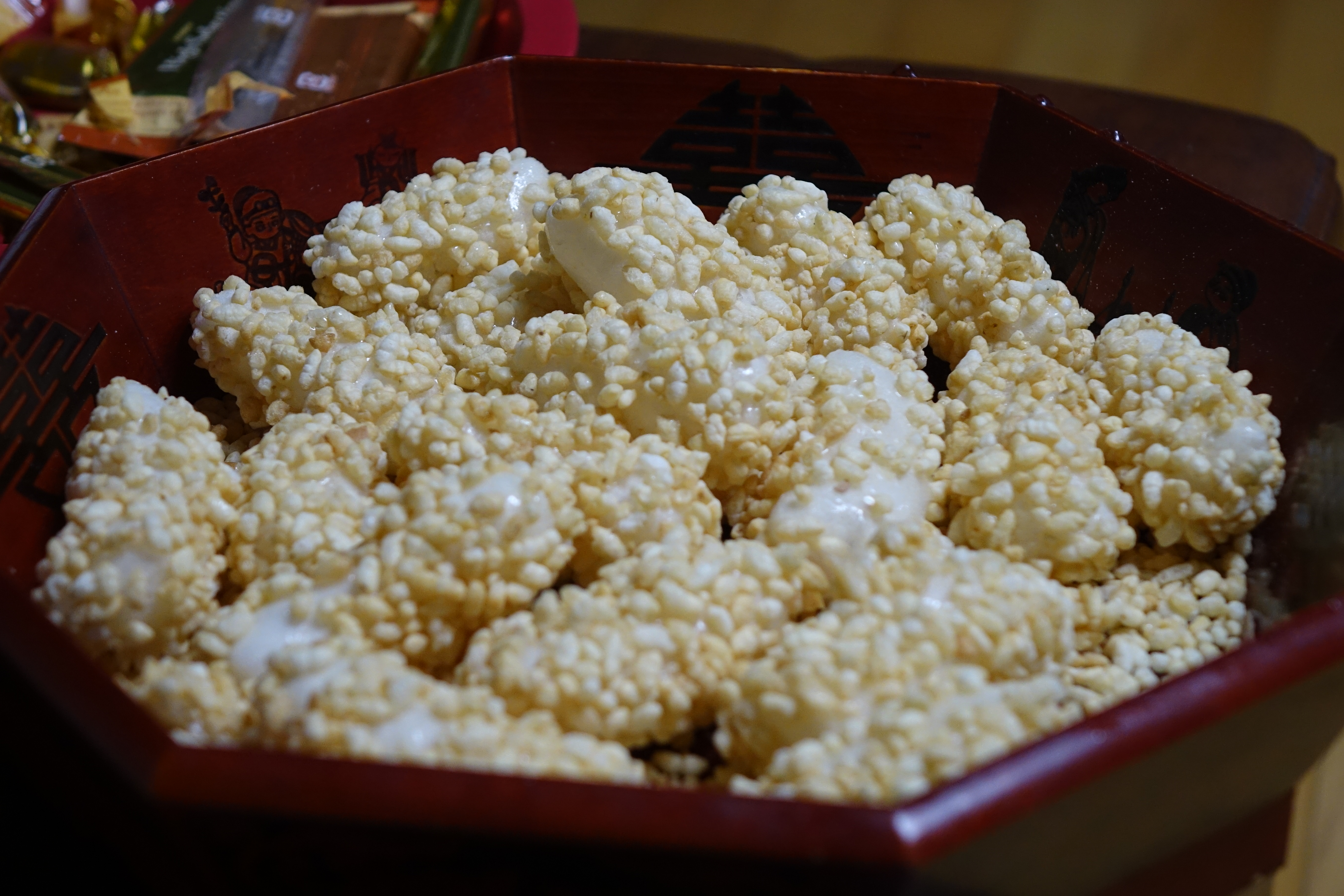
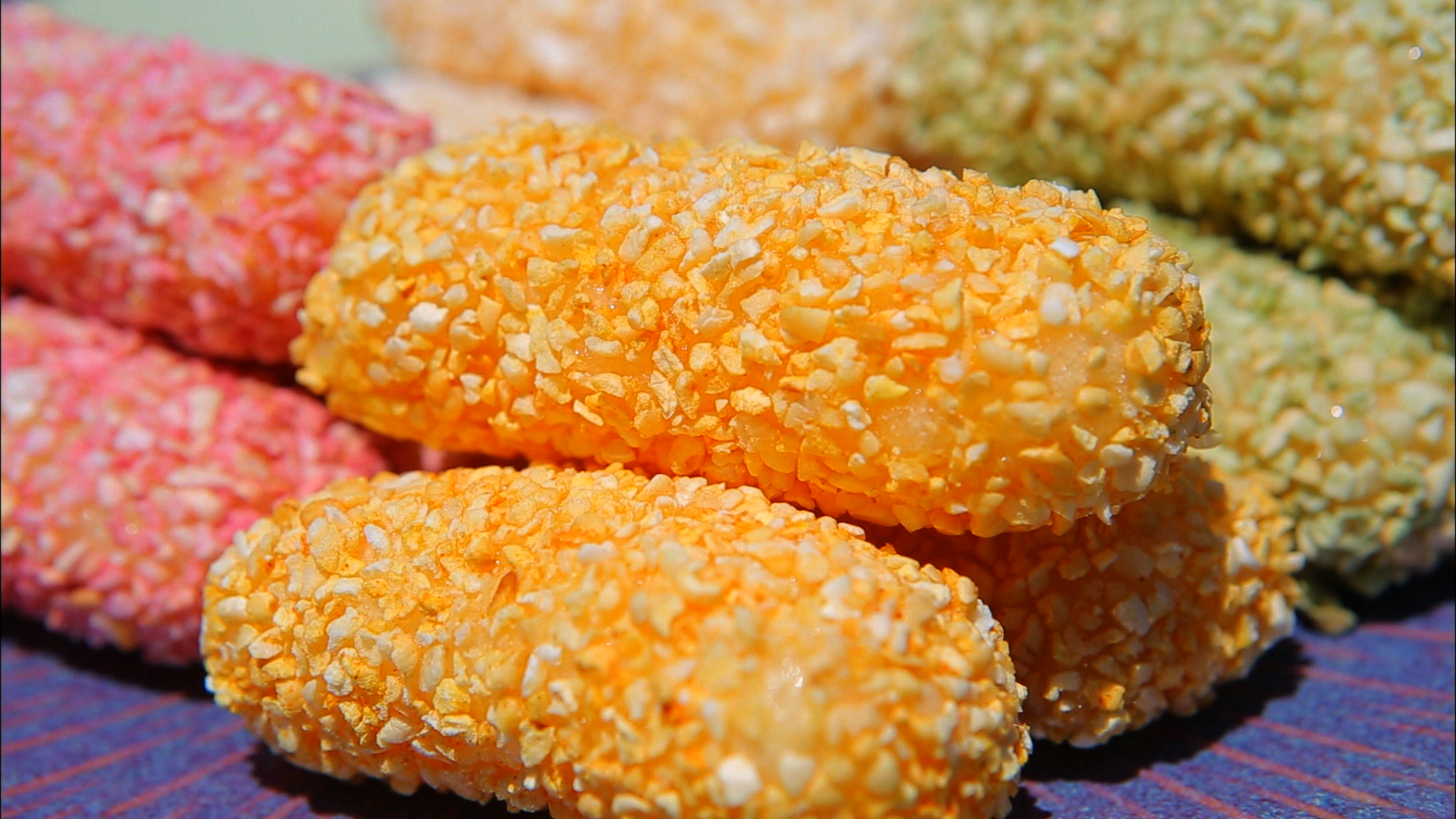
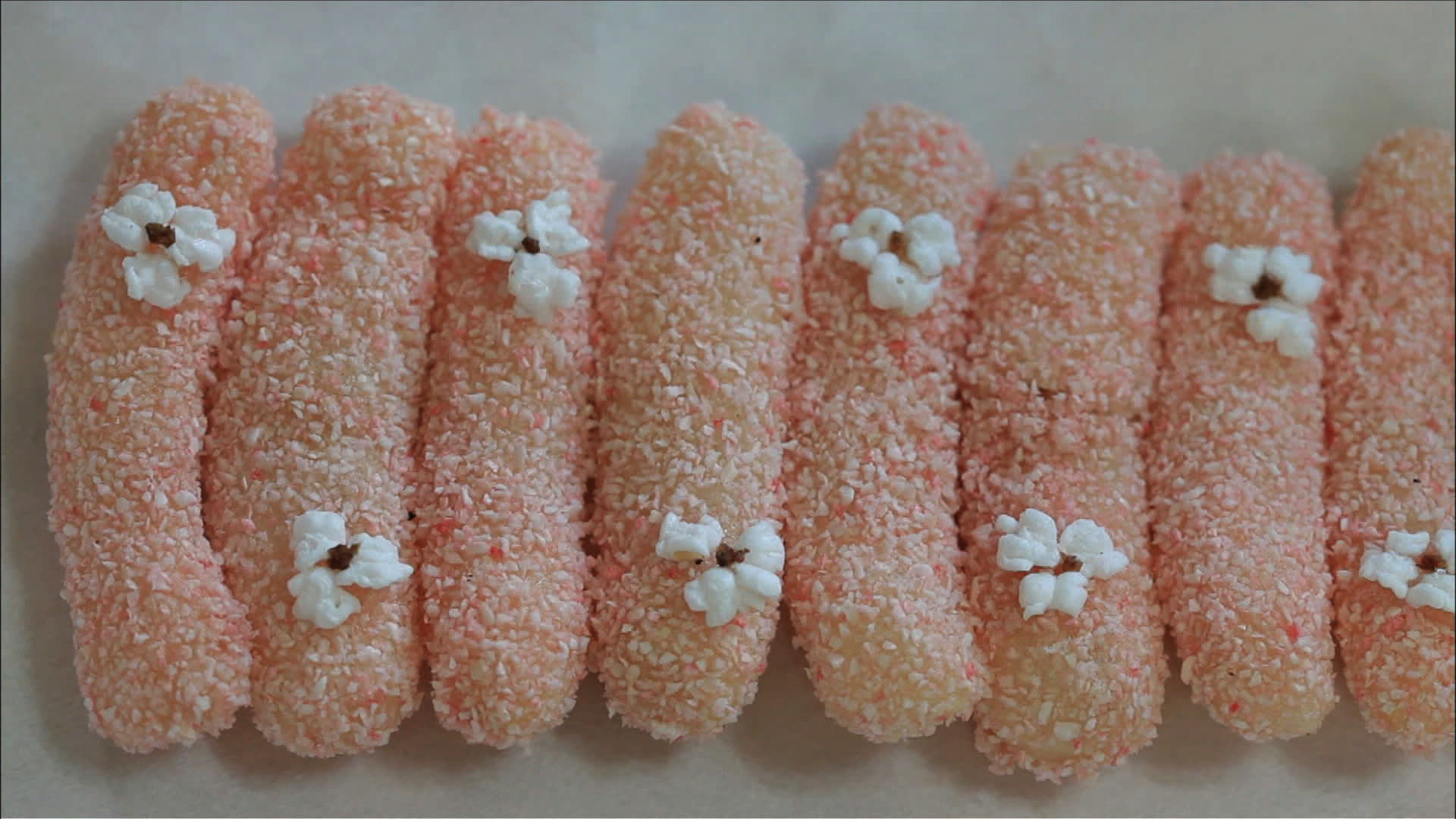
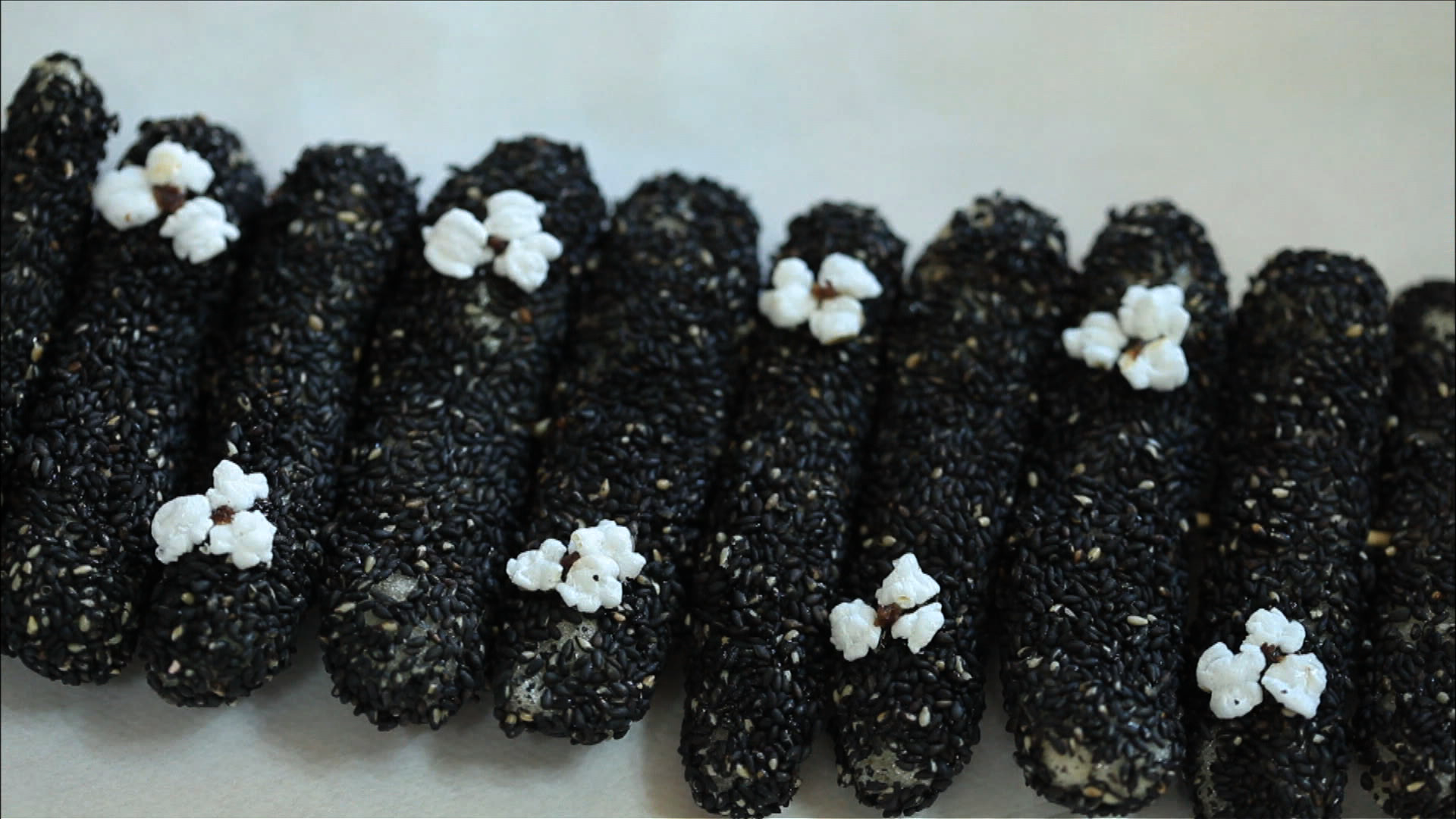
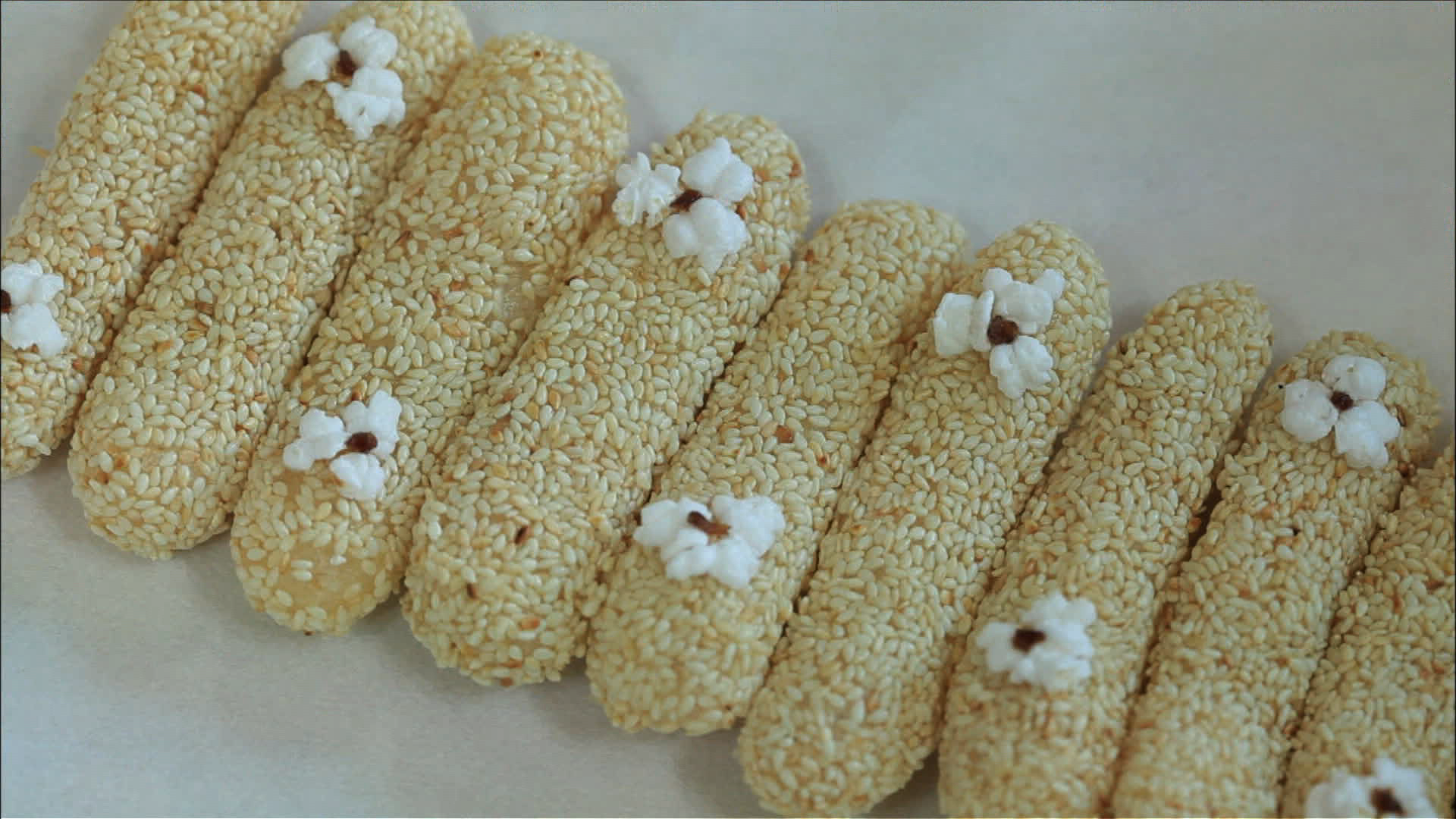
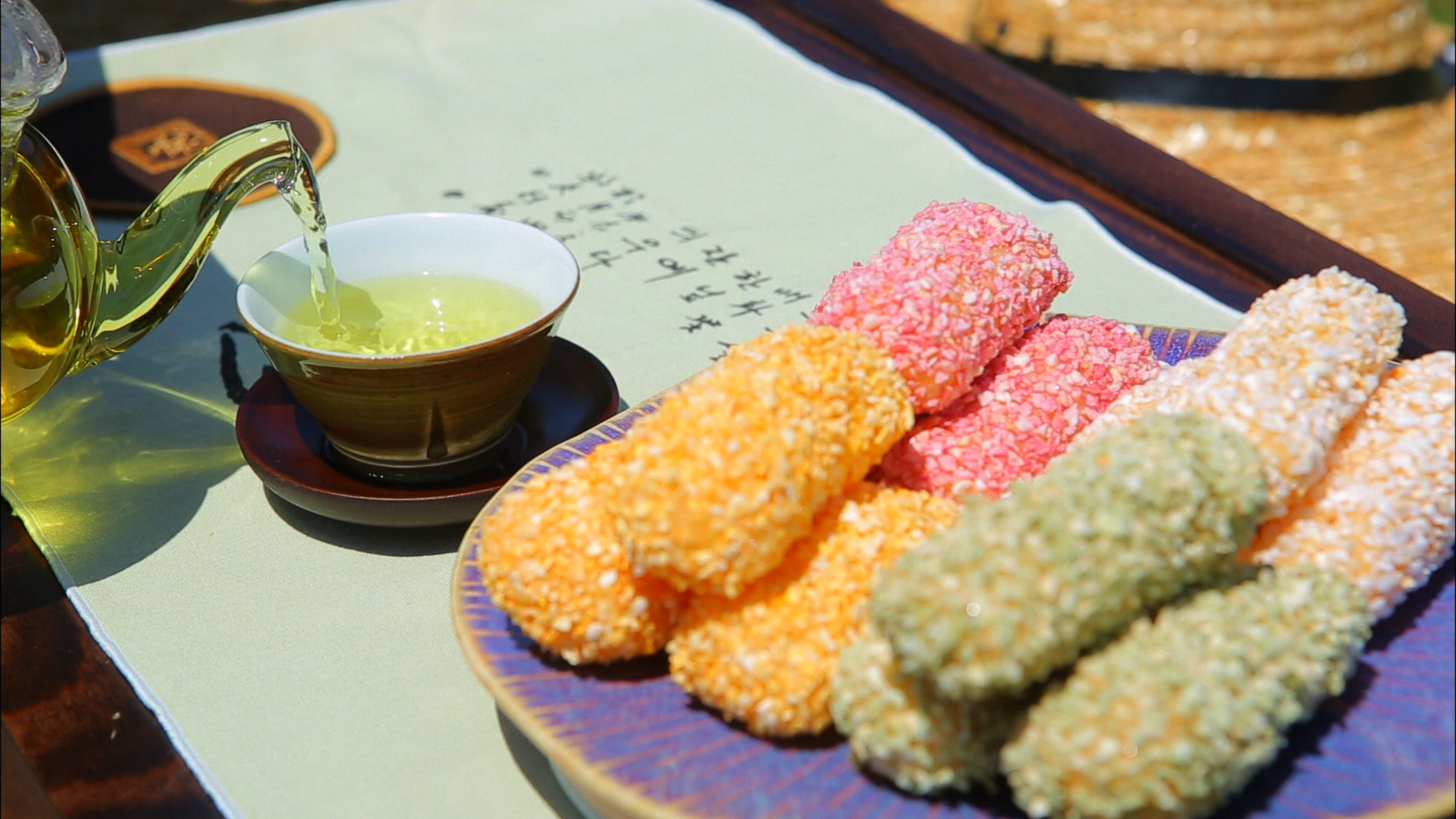
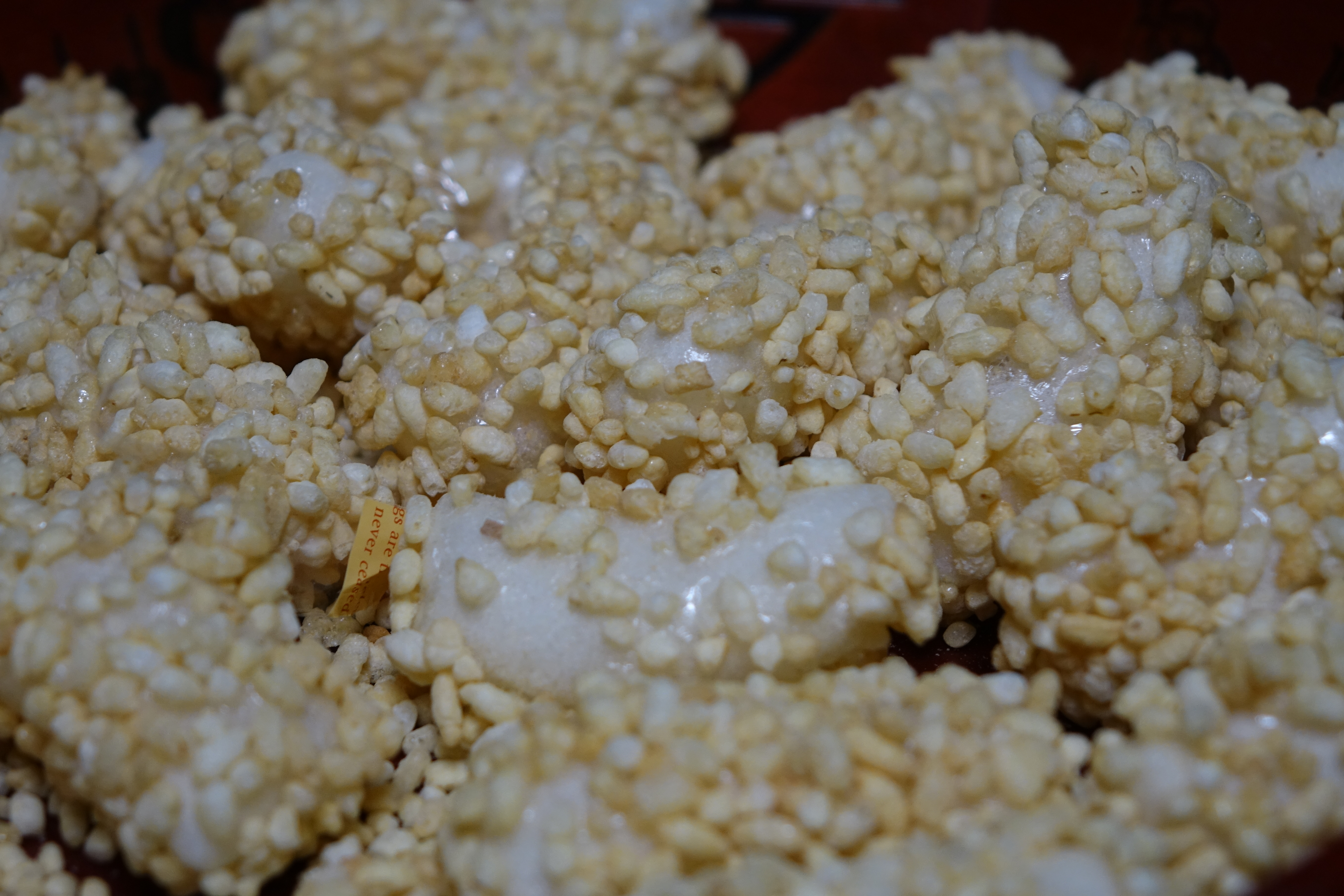
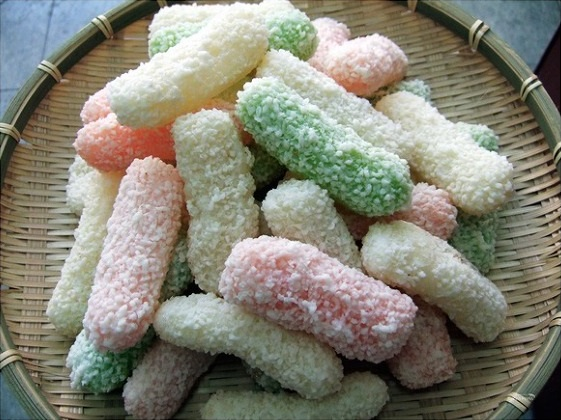
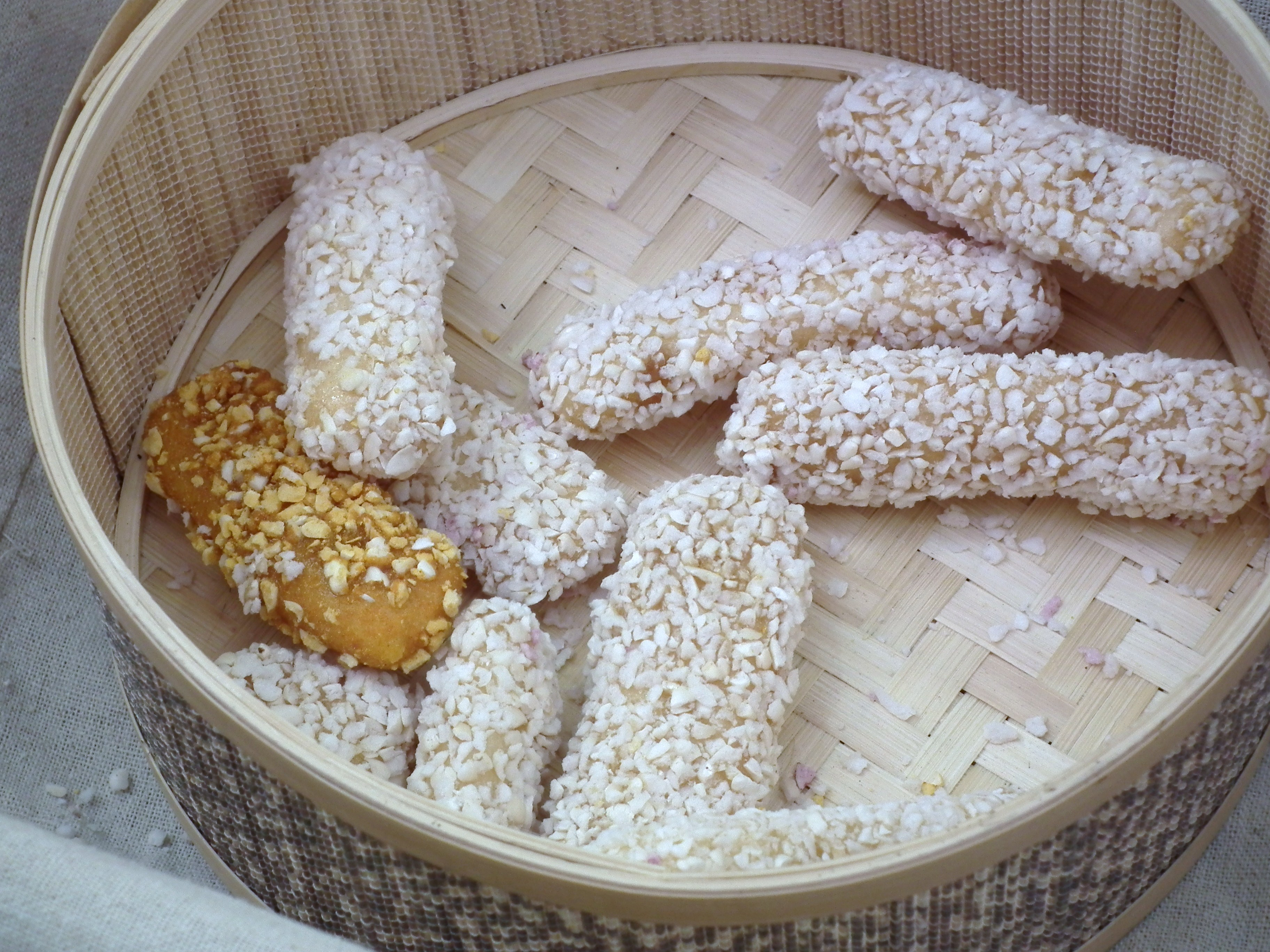
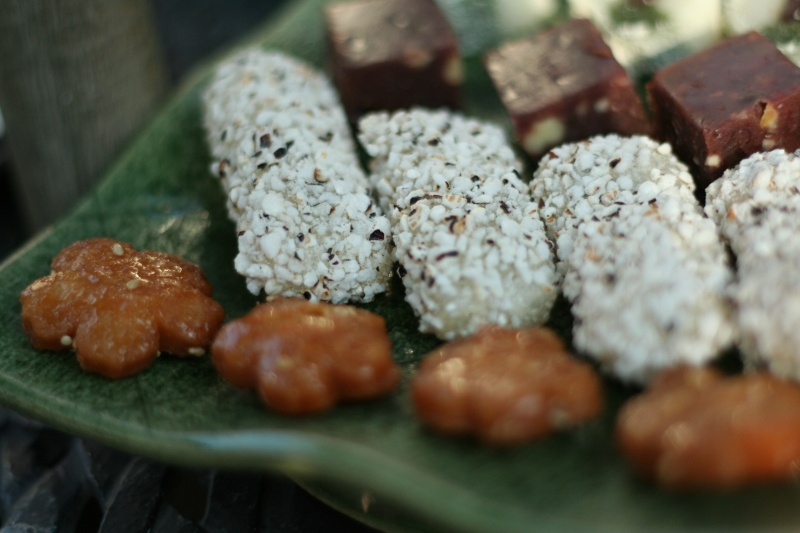

## 종류
- 강정
  - 연사과
  - 감사과
  - 요화
  - 빙사과

## 같이 보기
- 과자
- 다식
- 약과
- 유밀과